# Sozialversicherung (Portugal)
Die Sozialversicherung in Portugal, die Segurança Social (portugiesisch für: Soziale Sicherung), ist die staatliche Institution für die Soziale Sicherheit in Portugal.
Sie besteht in der heutigen Form seit 1979 und umfasst die grundlegenden sozialen Sicherungssysteme für Angestellte und Selbstständige in Portugal, insbesondere das Rentensystem, aber auch die Arbeitslosenunterstützungen, Sozialhilfen, Kindergelder, Behindertenunterstützung u. a. Neben der Segurança Social bestehen auch andere Sozialversicherungen, etwa Berufsständische Versorgungssysteme, sie spielen jedoch nur eine untergeordnete Rolle in der Sozialen Sicherung Portugals.

## Aufgaben und Organisation

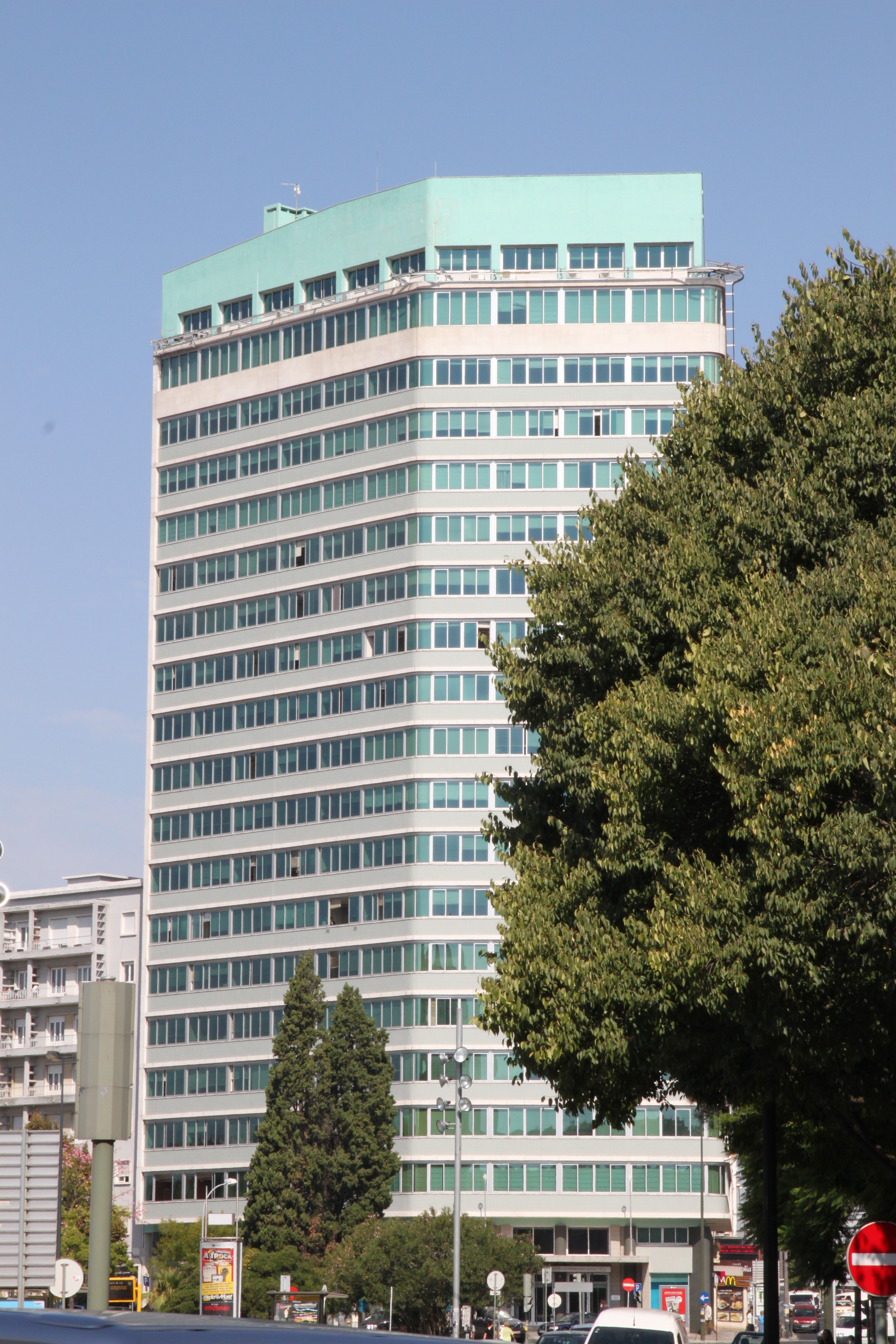
Das Hauptgebäude des Ministeriums für Arbeit und Soziales in Lissabon, dem die Segurança Social unterstellt ist.

### Aufgabenstellungen
Die Segurança Social ist laut der aktuell gültigen Gesetzesgrundlage (Gesetz Nr. 4/2007 vom 16. Januar 2007) definiert als System zur Sicherung der grundlegenden Rechte und der Chancengleichheit, das zudem das Wohlbefinden (Bem-estar) und den Sozialen Zusammenhalt (Coesão social) fördert, für alle in- und ausländischen Bürger, die in Portugal arbeiten oder leben.
Zur Sicherstellung dieser Rechte organisiert die Sozialversicherung insbesondere die Altersversorgung, Existenzsicherung, die weitere Verbesserung der sozialen Sicherheit, u. a.

### Organisations- und Betreuungsstruktur
Die Segurança Social ist in verschiedene Organe gegliedert, die meisten als eigenständige öffentlich-rechtliche Einrichtungen (Instituto Público, I.P.):
- Direção-Geral da Segurança Social, Generaldirektion: sie konzipiert, koordiniert und unterstützt alle Bereiche der Sozialversicherung, neben Renten und Sozialleistungen auch die Bereiche Arbeitsschutz und Prävention, internationale Vereinbarungen und Kooperationen, und Forschung und Entwicklung.
- Instituto de Gestão de Fundos de Capitalização da Segurança Social, I.P., die Kapitalverwaltung und Investitionsgesellschaft der öffentlichen Sozialversicherungssysteme
- Instituto de Gestão Financeira da Segurança Social, I.P., das für die Finanzbewegungen und das Budget zuständige Institut der Sozialversicherungen
- Instituto de Informática, I.P., das alle Informatikbereiche der Sozialversicherungen betreuende Institut
- Instituto da Segurança Social I.P., die Einrichtung verteidigt die soziale Sicherung der Bürger und kontrolliert und dokumentiert die Einhaltung der dazu geltenden Regelungen aller Beteiligten
- Instituto da Segurança Social da Madeira, I. P.-RAM, die Sozialversicherung der Autonomen Region Madeira
- Instituto da Segurança Social dos Açores, I.P.-R.A., die Sozialversicherung der Autonomen Region der Azoren

Zur Betreuung der Versicherten unterhält die Segurança Social Zweigstellen (offiziell Serviço Local de Atendimento da Segurança Social, meist nur Segurança Social). Sie sind in allen Kreisstädten (Municípios) und größeren Ortschaften im Land jeweils zentral eingerichtet, in den städtischen Ballungsgebieten auch mehrere, jeweils in den bevölkerungsreichsten Stadtteilen.
Daneben unterhält die Sozialversicherung telefonische Kontaktwege und Onlinedienste und kooperiert mit anderen öffentlichen Einrichtungen und Unternehmen in verschiedenen Bereichen, etwa Informations- und erste Anlaufstellen.

## Geschichte

### Bis 1974

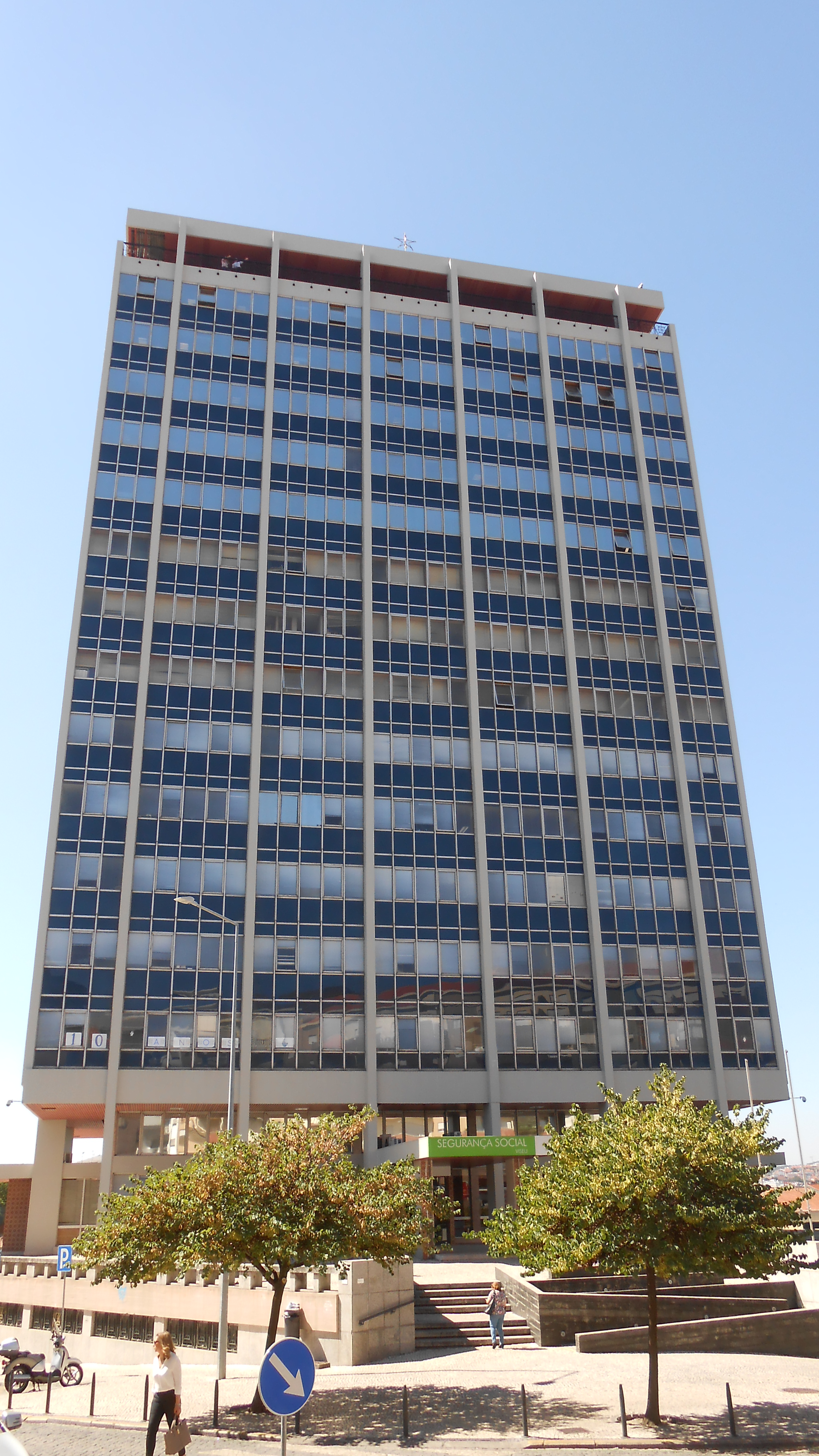
Gebäude der Segurança Social in Viseu im Jahr 2017: die heutige Sozialversicherung in Portugal wurzelt im 19. Jahrhundert, vermochte aber lange nur wenig Grundbedürfnisse abzudecken

Die erste Einrichtung zur systematischen sozialen und insbesondere gesundheitlichen Hilfe war die Santa Casa de Misericórdia, die ab 1498 ihre Tätigkeit auf das ganze Land ausweitete.
Im Verlauf der Industrialisierung im 19. Jahrhundert entstanden innerhalb der Arbeiterschaft gegenseitige Hilfsvereine, etwa Arbeitslosen-, Kranken- und Sterbegeldversicherungen. Ab Ende des 19, Jahrhunderts entstanden auch erste Pensionskassen.
Mit dem wachsenden sozialen Druck und den in der Folge wachsenden Forderungen der sozialistisch und vor allem anarchosyndikalistisch organisierten Arbeiterschaft, insbesondere nach der Ausrufung der Portugiesischen Republik 1910, wandte sich auch der Staat der sozialen Sicherung zu.
Am 10. Mai 1919 legte die Republik eine erste gesetzliche Grundlage für soziale Pflichtversicherungen. Das Gesetz sah die Schaffung einer übergeordneten gesetzlichen Pflichtversicherung vor, das Instituto de Seguros Sociais Obrigatórios. In Folge der zunehmenden innenpolitischen Krisen kam es jedoch nicht zur Umsetzung des Vorhabens.
Nach dem rechtsgerichteten Staatsstreich vom 28. Mai 1926 und der weiteren Entwicklung hin zum 1932 etablierten Estado Novo-Regime richtete die semi-faschistische Diktatur mit Gesetz vom 16. März 1935 erste Pflichtversicherungen ein, nach dem Vorbild anderer europäischer Staaten und unter Bezugnahme auf die selbstformulierten sozialen Ziele in der Verfassung von 1933. Diese Previdência social (Sozialfürsorge) wurde entsprechend der Staatsphilosophie autoritär-korporativ organisiert und sollte für alle Arbeiter und Angestellte in Industrie, Handel und Dienstleistungen gelten. Sie beinhaltete erste Regelungen der Gesundheitsfürsorge und Leistungen im Falle von Krankheit, Invalidität, Alter und Tod. Für die Beschäftigten in der Landwirtschaft und der Fischerei wurden mit den Casas do Povo bzw. den Casas do Pescador eigene soziale Einrichtungen eingeführt.
Waren Umfang und Reichweite dieser Einrichtung lange Zeit sehr begrenzt, so weiteten vor allem die 1962 und 1963 erfolgten Reformen der Sozialgesetzgebung den Wirkungsgrad der Sozialversicherungen aus, im Zuge der anziehenden Wirtschaft Portugals und der damit zunehmenden Beschäftigung und steigenden Staatseinnahmen (durch das staatliche Programm öffentlicher Arbeiten und das allgemeine Wirtschaftswachstum in Europa, mit der 1961 von Portugal mitbegründeten EFTA). So wurde die finanzielle Grundlage über die reine Beitragsfinanzierung hinaus auf eine gemischte Finanzierung durch Beiträge und Steuermittel erweitert, und erstmals auch Familienhilfen (Mütterhilfen, Kindergeld u. a.) eingeführt. Erstmals wurden nun auch Selbstständige und Freiberufe einbezogen, und zur Annäherung an die Bevölkerung regionale Niederlassungen der Sozialversicherung eingerichtet. Die neueingerichtete Caixa Nacional das Pensões übernahm nun die Verwaltung und Auszahlung von Alters- und Invaliditätsrenten und Todesfallleistungen, und mit der Caixa Nacional de Seguros de Doenças Profissionais entstand erstmals eine öffentliche Versicherungskasse für Berufskrankheiten.
Die parallel zunehmende Beschäftigung portugiesischer Gastarbeiter in anderen Ländern band die Sozialversicherung Portugals zunehmend international ein, insbesondere über Sozialversicherungsabkommen, so dass eine eigene zentrale Migrations-Sozialversicherung geschaffen und integriert wurde, die Caixa Central de Segurança Social dos Trabalhadores Migrantes. 1965 erfolgte eine Reform und Ausweitung des Arbeitsschutzrechtes.
Ab 1970 erfolgte dann eine tiefgreifende Reform, mit der 1972 abgeschlossenen Schaffung von Alters-, Krankheits-, Invaliditäts- und Todesfallleistungen nun auch für alle Tätigen in der Landwirtschaft. Für ein damals immer noch stark ländlich geprägtes Land wie Portugal war dies von einiger Bedeutung, da die Kleinbauern in der Regel Subsistenzwirtschaft betrieben und keinerlei Sozialabgaben leisten konnten und daher mit dem steigenden Wohlstand von Arbeitern und Angestellten verstärkt in die Städte abzuwandern begannen.
Mit dem Fall des autoritären Estado Novo-Regimes durch die linksgerichtete Nelkenrevolution 1974 erfuhr die Sozialpolitik in Portugal dann einen tiefgreifenden Wandel und eine enorme Aufwertung, die in einer Vielzahl Artikeln in der 1976 verabschiedeten Verfassung Portugals festgeschrieben wurde. Neben dem staatlichen Gesundheitssystem Serviço Nacional de Saúde und anderen sozialen Zielen wurde darin auch das Recht auf Soziale Sicherheit fixiert (Artikel 63).

### Seit 1974
Ab 1974 wurden bereits eine Vielzahl sozialer Änderungen im Sinne des Artikels 63 der 1976 schließlich festgeschriebenen Verfassung vorgenommen, darunter die 1977 eingeführte allgemeine Rente ab 65 Jahre auch für alle, die nicht in bereits existierenden Rentenkassen versichert waren. Auch die erste probeweise Einführung einer Arbeitslosenversicherung 1975 gehört dazu.

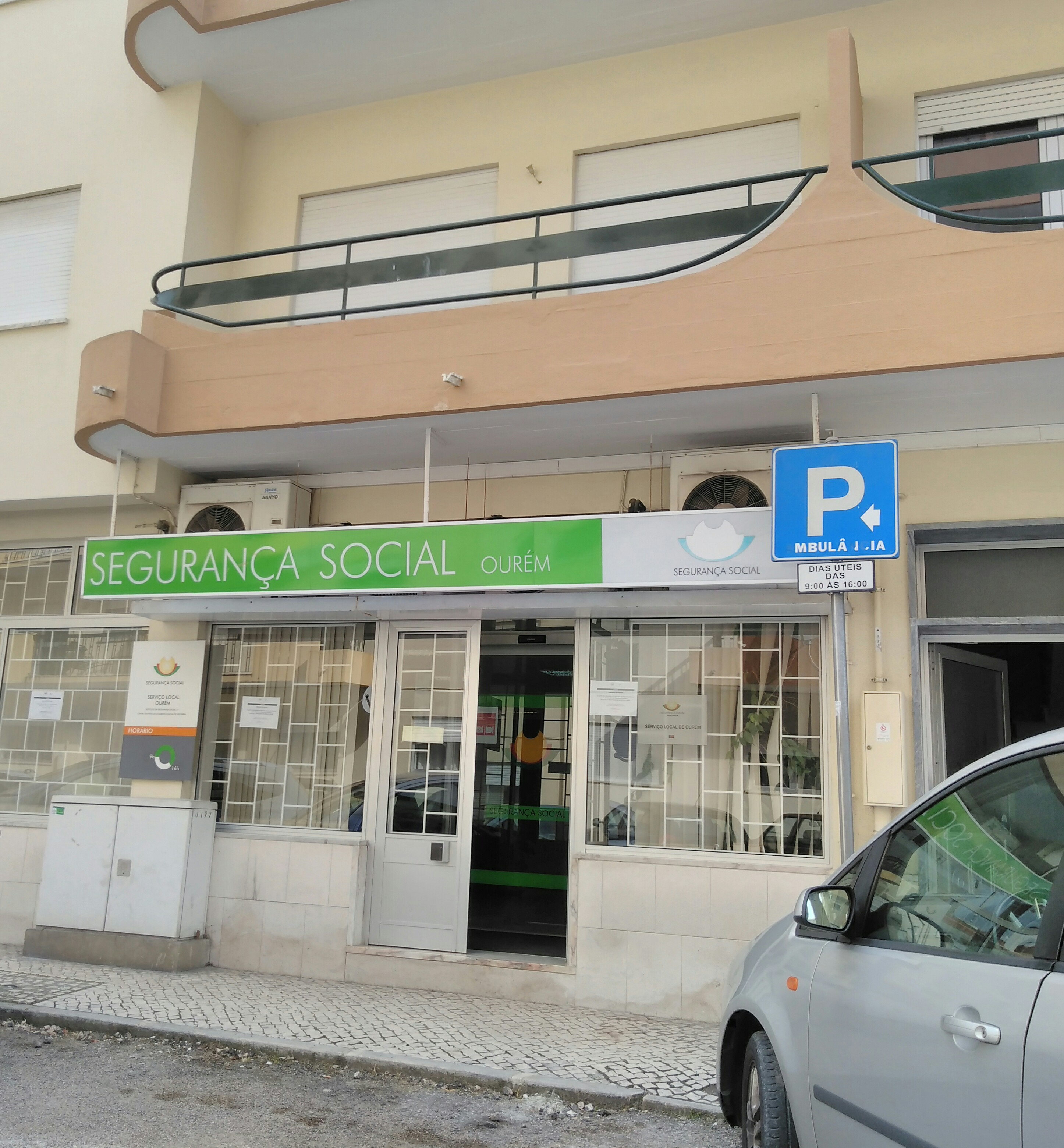
Stelle der Segurança Social in Ourém: seit den 1990er Jahren wurden Leistungen und Bürgernähe der Sozialversicherung deutlich ausgebaut

Mit Gesetz Nr. 513-L vom 26. Dezember 1979 wurde mit dem Esquema mínimo de proteção social das Grundprinzip und ein Mindest-Leistungsspektrum der Segurança Social festgelegt. Zusammen mit den verschiedenen Sozialgesetzen zwischen 1977 und 1980 entstand so die neue Sozialversicherung Portugals. 1980 ändert zudem eine Neuregelung der Sozialabgaben die Einnahmesituation hin zu einer effektivere Beitragserhebung und zur Regulierung der bis dahin aufgelaufenen Außenstände der Sozialversicherung.
Mit dem Gesetz Nr. 28/84 vom 14. August 1984 wurde unter dem Titel Lei de bases da Segurança Social erstmals ein umfassendes Basisgesetz verabschiedet. Darin sind die drei Grundsätze der Segurança Social festgeschrieben:
- Schutz für Arbeitnehmer und ihre Familien bei vollständigem oder teilweisem Verlust der Arbeitskraft oder der Arbeitsstelle, und bei Tod.
- Ausgleich für Familienausgaben
- Schutz im Fall fehlender oder schwindender Existenzgrundlage

1985 erfolgte die Neueinführung des Arbeitslosengeldes, nach dem EU-Beitritt Portugals 1986 folgten eine Vielzahl weiterer Sozialgesetze und Anpassungen an die Regelungen in anderen EU-Staaten. Mit der Einführung der einheitlichen Sozialabgabe Taxa social única wurde 1986 auch die Finanzierung der Segurança Social neu geregelt.
Im Laufe der 1990er Jahre sorgten eine Vielzahl neuer Gesetze für Leistungserweiterung, Spezifizierungen und Effizienzsteigerungen, durch die der Sozialstaat weiter ausgebaut wurde.
Mit dem Gesetz Nr. 17/2000 vom 8. August 2000 wurde das zweite Basisgesetz zur Sozialversicherung Portugals verabschiedet (Lei de bases da Segurança Social), das am 20. Dezember 2002 vom Gesetz Nr. 32/2002 abgelöst wurde. Darin wurden die Sozialversicherung in drei Säulen verankert:
- die eigentliche Segurança Social, ihrerseits in drei Untersysteme untergliedert
  - Subsistema previdencial, das Vorsorge-System
  - Subsistema de solidariedade, das Solidaritäts-System
  - Subsistima de proteção familiar, das Familienhilfe-System
- Sistema de ação social, das System mit rein sozialen Maßnahmen
- Sistema complementar als ergänzendes System weiterer Maßnahmen

Das Gesetz Nr. 4/2007 vom 4. Januar 2007 reformierte und aktualisierte die Sozialversicherung. Diese Regelungen haben seither Gültigkeit (Stand April 2020) und unterteilen die Sozialversicherung erneut in drei Tätigkeitsbereiche:
- Sistema de proteção social de cidadania, Soziale Sicherung für die Bürger
- Sistema de previdência, Sozialvorsorgesystem
- Sistema complementar, ergänzendes System

In den 2000er-Jahren wurden die Leistungen der Sozialversicherung quantitativ und qualitativ weiter ausgebaut. 2003 wurde dabei auch erstmals eine allgemeine Sozialhilfe in Form einer Mindestsicherung eingeführt, das Rendimento social de inserção. Zu nennen zudem der ab 2006 vorgenommene verstärkte Ausbau sozialer Einrichtungen, die Förderung der Inklusion, und die Maßnahmen zur Vermeidung von Betrug bei Sozialleistungen und Sozialabgaben.

## Finanzen

### Finanzierung
Im Wesentlichen wird die Segurança Social finanziert durch die allgemeine Sozialversicherungsabgabe in Portugal, die Taxa Social Única (TSU, portugiesisch für: Einheitliche Sozialabgabe).
Die TSU ist der Beitragssatz, der mit jedem Monatslohn zu 11 % vom Arbeitnehmer und zu 23,75 % vom Arbeitgeber entrichtet wird. Der Arbeitgeber führt die gesamte TSU, also beide Anteile direkt an die Segurança Social ab.
Zusätzlich wurden mit dem Staatshaushalt 2017 Stärkungsmaßnahmen für die Sozialversicherung beschlossen. Sie legen eine Beteiligung der Segurança Social an Steuereinnahmen fest. So geht ein kleiner Anteil der kommunalen Grundsteuer IMI (Imposto Municipal sobre Imóveis) und ein Anteil von 1,5 % (2 % ab 2021) der Körperschaftsteuer IRC (Imposto sobre o Rendimento de Pessoas Coletivas) an die Sozialversicherung.

### Einnahmen und Ausgaben

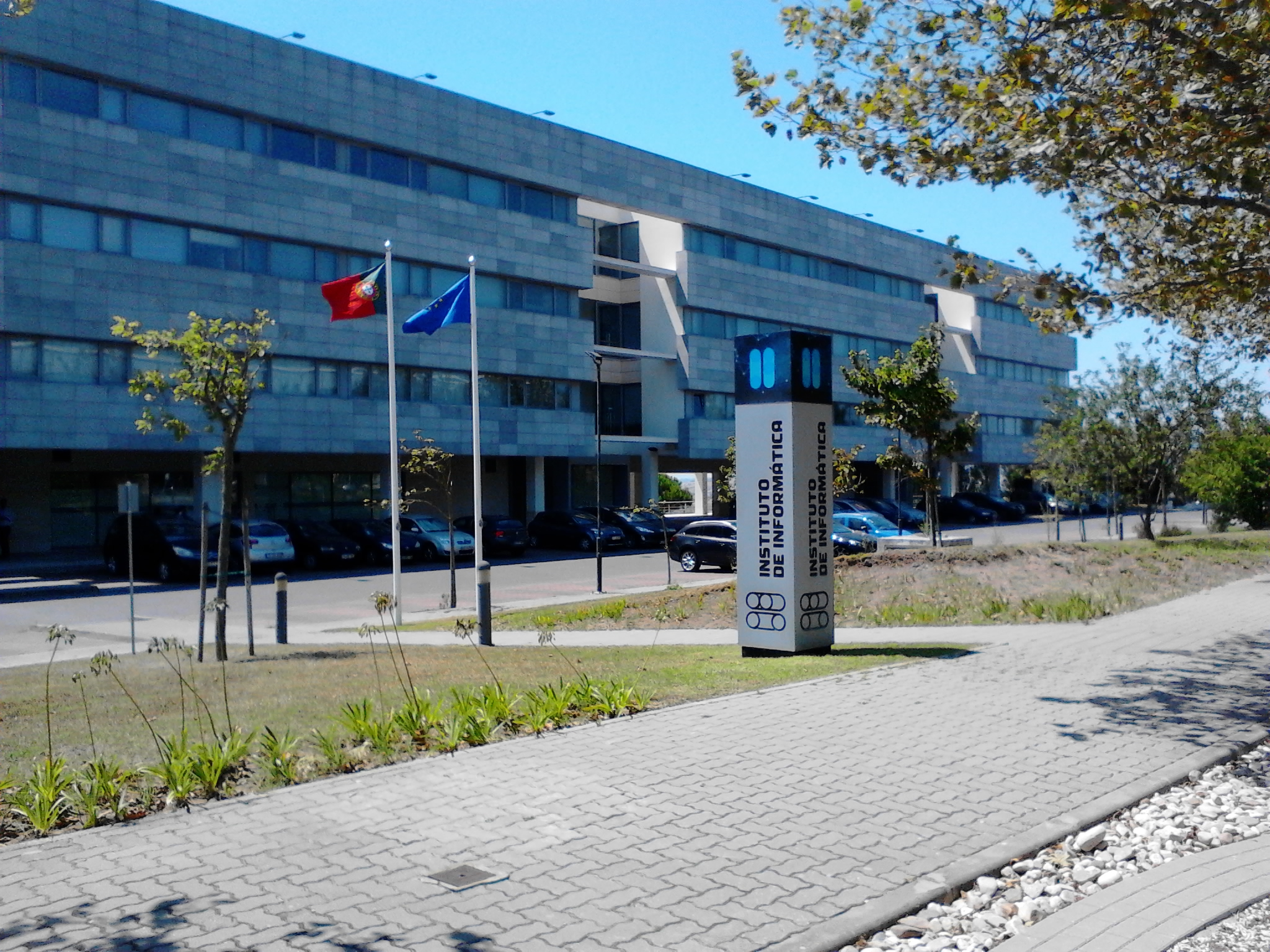
Das Informatikinstitut der Segurança Social im Taguspark nahe Lissabon

#### Bilanzen
Der Staatshaushalt 2018 sah für die Segurança Social Einnahmen von insgesamt 28.095,7 Mio. Euro vor, die tatsächlichen Einnahmen beliefen sich dann auf 28.373,7 Mio. Euro. Davon waren 16.509,9 Mio. Beitragseinnahmen und 8.106,7 Mio. Einnahmen aus anderen Abgaben, staatliche Ausgleichszahlungen waren nicht mehr nötig.
Dem gegenüber standen im Haushalt veranschlagte Ausgaben von 27.166,9 Mio. Euro, die tatsächlich am Ende nur 26.387,5 Mio. Euro betrugen. Rentenausgaben waren mit 16.619 Mio. der mit Abstand größte Posten, danach folgten Arbeitslosenunterstützung, Sozialhilfen, Behindertenunterstützungen, Krankengelder und als letzter Posten die Verwaltung mit insgesamt 309,7 Mio.
Damit ergab sich für 2018 ein bilanzieller Überschuss von knapp 2.000 Mio.
Der Staatshaushalt für 2019 sah dann Einnahmen von 29.482,5 Mio. Euro vor, denen 27.818 Mio. Ausgaben entgegenstanden. Trotz der sinkenden Sozialausgaben durch die anhaltende wirtschaftliche Entwicklung waren höhere Ausgaben vorgesehen, vor allem durch Rentenanpassungen und andere Maßnahmen zur Rückabwicklung sozialer Einschnitte während der Wirtschaftskrise.

#### Defizit
Insbesondere in der schweren Wirtschaftskrise nach der Eurokrise ab 2010 waren Zuschüsse aus dem Staatshaushalt für die Sozialversicherungen nötig geworden, um deren Defizit in Folge stark gestiegener Sozialausgaben auszugleichen. Im Verlauf der wirtschaftlichen Erholung sanken sie danach wieder. So glich der Staat im Jahr 2013 noch ein Defizit der Segurança Social von 1.430,3 Mio. Euro aus, während der Fehlbetrag in den Folgejahren bis auf 429,6 Mio. im Jahr 2017 sank. Seit 2018 waren dann keine Ausgleichszahlung mehr nötig.